# Valerij Gladilin
Valerij Pavlovič Gladilin (in russo Валерий Павлович Гладилин?, traslitterazione anglosassone: Valeri Pavlovich Gladilin; Salarjevo, 19 ottobre 1951) è un politico, ex calciatore e allenatore di calcio russo, fino al 1991 sovietico.
In attività giocava come centrocampista o attaccante. Dal 2009 è il presidente del Dnepr Smolensk.

## Biografia
È stato membro della Duma di Stato, eletto dal partito Russia Unita. Dal 2004 al 2008 ha fatto invece parte del Consiglio federale.